# Francia tőkehal
A francia tőkehal (Trisopterus luscus) a csontos halak (Osteichthyes) főosztályának a sugarasúszójú halak (Actinopterygii) osztályába, ezen belül a tőkehalalakúak (Gadiformes) rendjébe és a tőkehalfélék (Gadidae) családjába tartozó faj.

## Előfordulása
A francia tőkehal elterjedési területe az Atlanti-óceán keleti része és az Északi-tenger, a Brit-szigetektől a Skagerrakig, délen pedig Afrika északi partjáig. A Földközi-tenger nyugati felében is megtalálható.

## Megjelenése

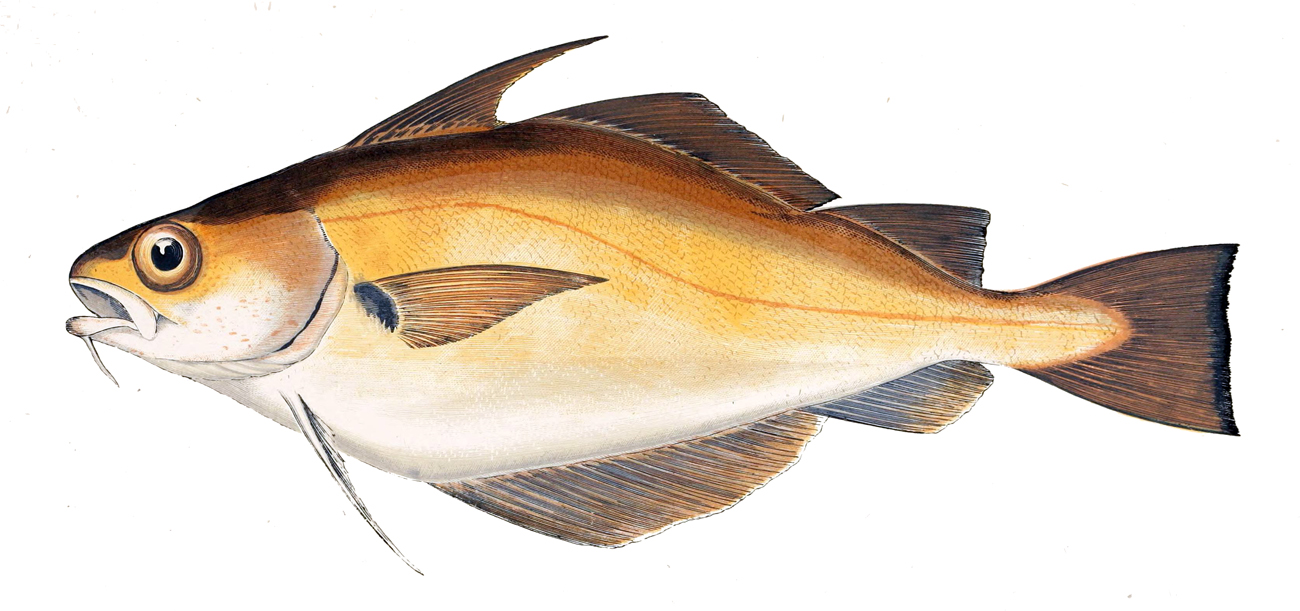
rajz a halról

Általában 30 centiméter hosszú, de akár 46 centiméteresre is megnőhet. 21-25 centiméteresen számít felnőttnek. Az ajkán levő tapogatószál jól fejlett. Ennek az eléggé magas halnak a háti része világosbarna. Oldalai szürkések és ezüstösek, 4-5 függőleges széles, sötét sávval. A mellúszók tövének felső részén, sötét foltok láthatók. A szem átmérője megegyezik az előpofa hosszával. A végbélnyílása, az első hátúszó középső része alatt helyezkedik el.

## Életmódja
A francia tőkehal mérsékelt övi rajhal, amely egyaránt megél a sós- és brakkvízben is. Nagy rajai 30-100 méteres mélységekben úsznak a nyílt tengeren. Tápláléka rákok, kisebb halak, puhatestűek és soksertéjűek.
Legfeljebb 4 évig él.

## Szaporodása

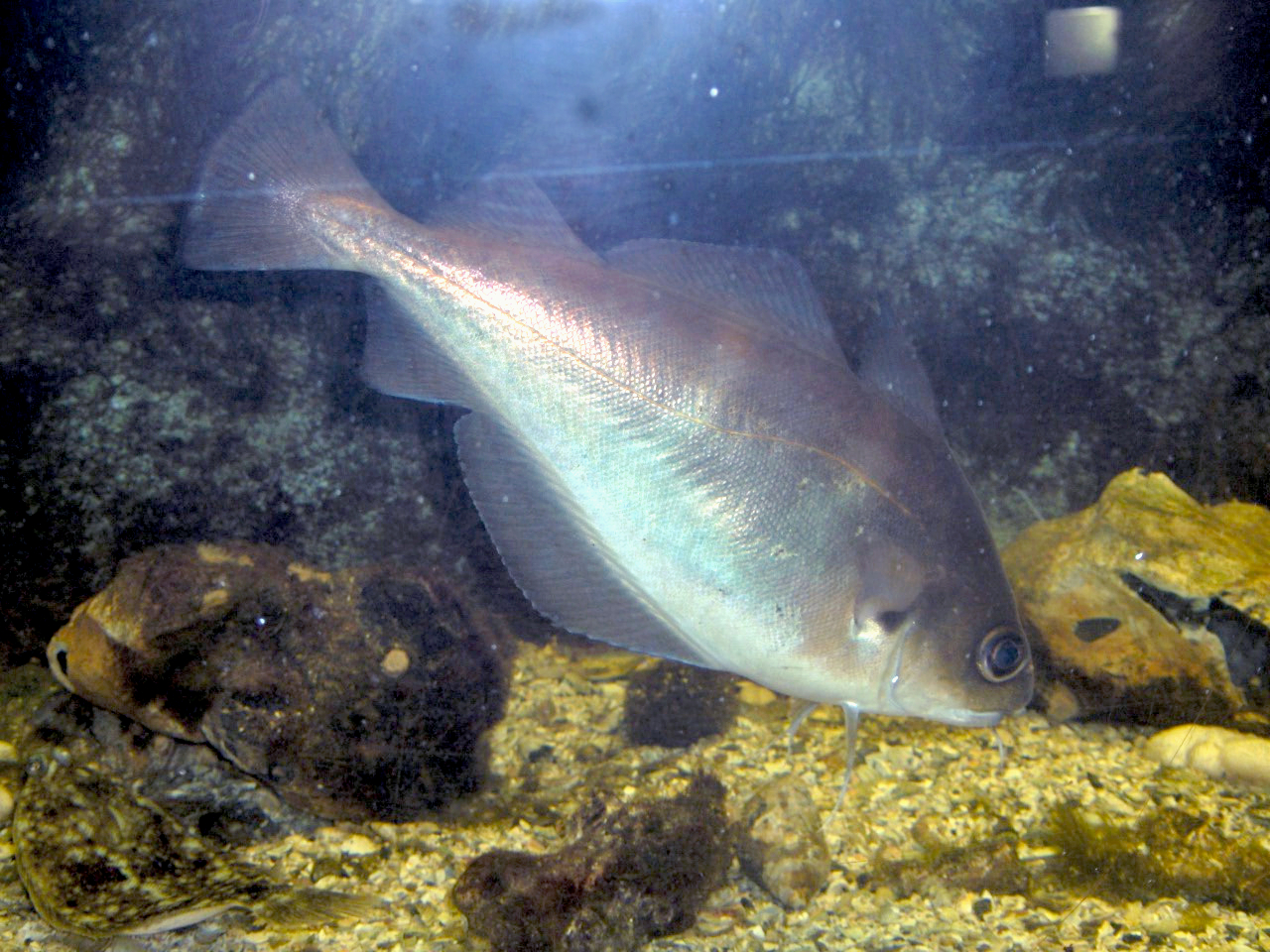
akváriumban

Habár a partoktól távol él, a francia tőkehal az ívási időszakban, a partok közelébe vándorol.

## Felhasználása
A legtöbb francia tőkehalat véletlenül halásszák, miközben az értékesebb fajokat keresik. Ezt a halat főleg tenyésztett halak táplálékaként hasznosítják. Az akváriumokban jól mutat.